# 長谷川かずき
長谷川 かずき（はせがわ かずき、1974年4月13日 - ）は、日本の女優。本名は原田佳奈。東京都出身。

## 来歴・人物
プロデューサー原田淳一・女優長谷川稀世夫妻の子。長谷川一夫の孫。
日本大学芸術学部演劇学科在学中の1995年映画『ひめゆりの塔）でデビューする。芸名は、祖父の名前の「かず」と母の名前の「き」からつけられた。テレビドラマ、舞台などで活躍する。

## 出演

### テレビドラマ
- 大河ドラマ / 八代将軍吉宗（1995年、NHK） - 森姫 役[1]
- 土曜ワイド劇場 / 温泉若おかみの殺人推理(13)（2003年、EX）
- 月曜ミステリー劇場 / 浅見光彦シリーズ18・華の下にて（2004年、TBS）- 諸井寧子 役
- 金曜プレステージ / 赤い霊柩車24・死者からの贈り物（2009年、CX） - 村西麻里子 役
- JIN-仁- （2009年11月8日、TBS）
- 水戸黄門第41部第3話「過去を消した謎の女!・鎌倉」（2010年4月26日、TBS）
- てのひらのメモ（2010年10月23日、NHK）- 畑 役
- 月曜ゴールデン / 山村美紗サスペンス 狩矢警部シリーズ14・京都ベリーダンス殺人事件（2014年12月22日） - 秋華 役

### 映画
- ひめゆりの塔（1995年5月27日、東宝） - 屋良照子 役
- むじな峠（2024年5月31日、エムエフピクチャーズ） - よし 役[2]

### 舞台
- 月形半平太
- 坊ちゃん奉行
- 江戸の華
- 祇園小唄
- 船頭小唄
- 喧嘩安兵衛
- 銭形平次
- どてらい男
- 鶴八鶴次郎
- 三味線風浪唄
- 瞼の母
- 舞姫〜盟星座の住人達〜[3]